# رودوگزانتین
رودوگزانتین (انگلیسی: Rhodoxanthin) نوعی پیگمان (رنگدانه) گزانتوفیلی با رنگ بنفش است که در بسیاری از گیاهان از جمله درخت سرخدار یافت میشود و به عنوان رنگ خوراکی با عدد ئی E161f مورد استفاده است.